# Горни Дъбник (язовир)
Горни Дъбник е язовир в Северна България.
Разположен е в област Плевен, между селата Горни Дъбник и Телиш. Наблизо преминава пътят София – Плевен. Язовирът предлага добри условия за риболов и практикуване на водни спортове. Със залята площ от 11 800 декара това е един от най-големите язовири в Северна България.